# OZの迷宮
『OZの迷宮』（おずのめいきゅう）は、推理作家の柄刀一が著した連作推理小説。
副題は「ケンタウロスの殺人」。連続した物語の中で、探偵役が次々と交代していく変わった構成となっている。

## ストーリー

### 密室の矢
函館郊外にある別荘で殺人事件が発生。別荘の主であり、著名な文芸評論家である坂出巌が書斎で射殺されているのが発見された。
現場は完全に密閉されており、遺体のそばには折れた矢と和弓の弓。
その日、別荘ではパーティーが行われることになっており、別荘には数人の客が訪れていた。皆が騒然とする中、パーティーのために呼ばれていた天才シェフ・鷲羽恭一が事件解明に乗り出した…。

### 逆密室の夕べ
その夜、鷲羽がオーナー兼料理長を務める高級レストラン「蘭駄無」を四人の客が訪れる。主役は、都内にあるスイミングスクールで役員を務める小口四郎と言う男。十日前、彼は同じく役員である京西光二が、兄の一也を殺害した現場に出くわしてしまい、そのまま用具倉庫に閉じ込められてしまった。
その直後、光二が足を滑らせて事故死。運の悪いことに、スクールが翌日から四日間の休みを取ることになっていたため、小口は五日後の昼過ぎまで飲まず食わずの状態で監禁されることになってしまったのだ。
新聞記者である従兄弟・的場俊夫から話を聞いた鷲羽は、給仕にかこつけて頻繁にテーブルを訪れて情報を集め、事件の意外な真相を探り当てる。

### 獅子の城
的場俊夫の弟、雅人が殺人容疑で逮捕された。被害者は犬伏盛也、雅人が務める「浜本ディーゼル・サービス」の社員であり、鷲羽がオーナーを務める「蘭駄無」の常連客でもあった男だ。犬伏は陰で高利貸しのような事をやっており、雅人も彼から大金を借りていたらしい。警察は、雅人がとうとうお金を返せなくなって犬伏と揉め、遂には殺害してしまったのだと判断したのだ。
困った俊夫は鷲羽に相談。二人が調査した結果、元医学生であり、現在はギャンブラーのような生活をしている月下二郎と言う男が容疑者として浮上する。
怒りに駆られた俊夫は、月下の元へ乗り込むと鷲羽の推理をぶつけて降伏を迫った。が…。

### 絵の中で溺れた男
近所でも有名な変人画家、エドワード（テッド）・マクレーンがヴァージニア州にある自宅の書斎で溺死しているのが発見された。
司法解剖の結果、彼の胃の中から検出された水が「この世には存在しない」特異な水であると判明。事件当時、マクレーンは自室で川をモチーフとした風景画を描いており、事件関係者は被害者がその絵の中で溺れたのではないかと考えられた。
事実、絵には川の中央付近に奇妙な茶色いシミが出来ており、「絵の中で溺れた説」は不気味な説得力を持ち始める…。

### わらの密室
「完全犯罪」をたくらむ男が一人。デモンストレーションが成功し、ほくそ笑む男…。
数日後、地方検事であるマンフレッド・ダーガーの自宅で殺人事件が発生する。
被害者は、ダーガー検事の秘書であるマイケル・ギルバート。ダーカー邸の倉庫部屋で、全身を切り刻まれた惨殺死体となって発見された。その部屋には、死体の他にもう一人…弁護士でのベンジャミン・リッグスも倒れており、当然容疑は彼にかけられてしまう。
捜査の結果、ドアの近くに一本のわらが落ちているのが発見され、検事たちは何かのトリックで現場が密室に仕立てられたのではないかと推理。しかし…。

### イエローロード〔承前・承運〕
「殺人者」は、自ら手にかけてしまった男を川に捨てた…。
翌日、札幌市郊外の川に男の死体が浮かんでいるのが発見される。
被害者の身元は不明。発見したのは、近くの病院に勤める君原香奈と言う看護師と、たまたま通りかかった男…南美希風の二人だった。
「警察は、自分を犯人だと疑っているのではないか？」
そう思った香奈は、美希風と共に現場検証に召喚されて戦々恐々。同時に、自分と同じ境遇なのになぜか平然としている美希風に、何か不審なものを感じ始める…。

### 美羽の足跡
美希風は、かつて心臓を患っていた時分、心の支えとなってくれた高桑徳子が園長を務める児童養護施設を訪れていた。
そこで知り合った美羽と言う少女は、以前「ウサギのぬいぐるみ」を泥棒したのではないかと疑われたことがあり…。
美希風は、彼女が大好きな月下二郎と言うお兄ちゃんに事件の解決を頼み、月下が死んだ事でそれが果たされなかったことを知り、月下の代わりに事件を解決することを約束した。

## 登場人物

### 探偵たち
- 鷲羽恭一（わしう きょういち）：高級レストラン「蘭駄無」のオーナー兼総料理長。ガストロノミーを地でいくような美食家の巨漢で、ケタ外れた推理力の持主。
- 月下二郎（げっか じろう）：元医学生で、現在は自称ギャンブラー。ある事件がきっかけで、退場せざるを得なくなった鷲羽から探偵役を引き継ぐ。
- 南美希風（みなみ みきかぜ）：月下から探偵役を引き継いだ青年。かつては心臓を患っており、心臓移植で一命を取り留めた。

### ストーリー毎の登場人物

#### 密室の矢
- 坂出巌（さかいで いわお）：被害者。著名な文芸評論家だった。ペンネームは坂出保。
- 小々峰年男（ささみね としお）：巌の義理の弟。
- 勇埼淳也（ゆうざき じゅんや）：ベテランの書評家。
- 日戸フサエ（ひど ふさえ）：家政婦。かつて、坂出巌と恋愛関係にあった…らしい。
- 坂出良希（さかいで よしき）：巌の息子。

#### 逆密室の夕べ
- 的場俊夫（まとば としお）：新聞記者。鷲羽恭一の従兄弟でもある。「獅子の城」にも登場。
- 室岡猛利（むろおか たけとし）：スイミングスクールの代表取締役。
- 浜口紗貴（はまぐち さき）：スクールの職員の一人。事務やショップを担当している。
- 京西光二（きょうにし こうじ）：スクールの役員の一人。兄を殺害した後、事故死。
- 京西一也（きょうにし かずや）：スクールの役員の一人。弟に殺されてしまう。
- 片山順（かたやま じゅん）：スクールのコーチ。
- 小口四郎（おぐち しろう）：スクールの役員の一人。京西光二の殺人現場に遭遇し、用具倉庫に閉じ込められてしまった。

#### 獅子の城
- 犬伏盛也（いぬぶし もりや）：「浜本ディーゼル・サービス」の係長。元探偵で、裏で高利貸しをやっていた。
- 的場雅人（まとば まさと）：的場俊夫の弟で、「浜本ディーゼル・サービス」の社員。犬伏からお金を借りていた。

#### 絵の中で溺れた男
- ダン・クリントン：ヴァージニア州の保安官。
- エドワード（テッド）・マクレーン：被害者。著名な画家だが、「マッド」というカンムリがつくような変人。
- リサ・マクレーン：テッドの娘。
- ウィリアム・マクレーン：テッドの弟。
- アン・アルフォート：捜査を担当する女刑事。
- ロバート・ベック：農夫。マクレーン家の隣人。

#### わらの密室
- マンフレッド・ダーガー：地方検事。
- マイケル・ギルバート：ダーガー検事の私設秘書。事件の被害者。
- ジェンナ・ダナム：カメルーン共和国出身の新任検事。
- ダニー・ランバーグ：外科医、ダーガーの隣人。
- ベンジャミン・リッグス：弁護士。ギルバートの殺害現場に倒れていた。

#### イエローロード〔承前・承運〕
- 南美貴子（みなみ みきこ）：美希風の姉
- 君原香奈（きみはら かな）：看護師。
- 鴻池（こうのいけ）：事件を担当する刑事。
- ？：被害者。
- 男：殺人者。正体はとんでもない人物だった。

#### 美羽の足跡
- 美羽（みう）：児童養護施設で暮らす天涯孤独な少女。ウサギが大好き。
- 高桑徳子：児童養護施設の所長。美希風の恩師。

## 関連作品
- オズの魔法使い：本作のモチーフ。
- 異形コレクション：「夏のグランドホテル」に、南姉弟が登場する。